# Psidium giganteum
Psidium giganteum é uma árvore brasileira ameaçada de extinção, endêmica da Mata Atlântica do estado de São Paulo. Foi descrita em Salesópolis.
Ocorre apenas em unidades de conservação.